# Gosette Lubondo
Gosette Lubondo, née en 1993, est une artiste photographe vivant et travaillant en république démocratique du Congo.

## Biographie
Gosette Lubondo est née en 1993 à Kinshasa,. Son père est photographe de profession. Elle s’initie à la photographie de studio dès l’âge de 14 ans et participe à des ateliers . Elle amorce également en 2011 des études à l'Académie des beaux-arts de Kinshasa et en sort diplômée en 2014. Dès 2013, elle réalise un premier travail photographique, intitulé au fil du temps, et consacré à aux traces des infrastructures de transports abandonnées dans Kinshasa. En 2015, elle effectue une Master Class animée par Simon Njami. L’année suivante, en 2016, elle réalise une nouvelle série photographique, Imaginary Trip, autour d’un train désaffecté en gare de Kinshasa, y campant des voyages imaginaires, des mises en scène et des reconstitutions. Cette série, qu'elle présente tout d'abord à la  biennale 2016 de Kampala, est remarquée. Elle est ensuite présentée en Europe, notamment dans les foires-expositions Art Paris Art Fair, AKAA, ou le MIA.
Gosette crée ensuite, dans le cadre d'une résidence au quai Branly, une nouvelle série photographique, Imaginary Trip II. Les oeuvres de cette série constituent un nouveau « voyage imaginaire », avec, pour cadre, une ancienne école, fondée en 1936, à l‘époque du Congo belge, puis tombée en désuétude. Elle est située dans le village de Gombe-Matadi, appartenant à la province du Kongo Central, située au sud-ouest de la République démocratique du Congo. Ce nouveau « voyage imaginaire » n’a pas pour but principal de servir la mémoire de ces lieux, mais de donner un nouvel éclairage sur l’histoire de ce lieu, et de s’interroger sur la signification qu'il peut avoir. C’est par ses parents qu’elle prend connaissance de cette école abandonnée, qui représente pour la génération dont ces derniers sont issus, une période importante de leur évolution,,. Cette série est acquise par le Musée du Quai Branly - Jacques-Chirac.
Elle crée également de 2017 à 2019 une nouvelle série photographique intitulée Tala Ngai (« Regarde-moi » ou « Rends-moi visite » en lingala), constituée de triptyques présentant de jeunes femmes kinoises dans leur tenue domestique, puis dans une tenue publique, avec un troisième cliché présentant une partie de leur intérieur.
En 2020, des œuvres de Gosette Lubondo sont incluses dans l'exposition du Musée du quai Branly-Jacques Chirac, à Paris : A toi appartient le regard et (…) la liaison infinie entre les choses, première exposition d'images fixes et animées contemporaines au Musée. L'une de ses œuvres de Imaginary Trip II orne pendant des mois l'entrée du Musée et fait la couverture du catalogue de l'exposition. Ses œuvres sont également présentées dans l'exposition Kinshasa Chroniques, à la Cité de l'architecture et du patrimoine, et  musée du Quai Branly,. Gosette fait partie des cinq photographes africains bénéficiaires du Cap Prize cette même année 2020. En 2021, ses photographies sont notamment présentes à la foire artistique Also Known As Africa (AKAA).